# 前田直方

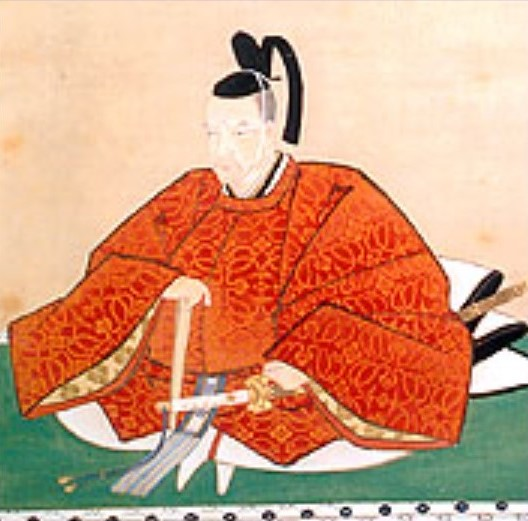
前田直方像

前田 直方（まえだ なおただ、寛延元年閏10月27日（1748年12月17日） - 文政6年11月17日（1823年12月18日））は、江戸時代中期から後期の加賀藩の人物。加賀八家筆頭前田土佐守家の6代当主。父は土佐守家5代・前田直躬。兄2人がいる。子は前田直養など。土佐守家7代・前田直時は孫である。幼名、母の名は不明。通称は九八郎、内匠、三左衛門など。官位は父と同じく従五位下土佐守。
宝暦13年（1763年）元服し、家禄11000石とは別に2500石を新規に与えられ出仕した。明和3年（1766年）7月京都芳春院において、前田利家正室芳春院の百五十回忌法要を、病身の父直躬に代わって藩主名代、御法事奉行として執り行う。安永3年（1774年）、27歳で家督を相続。土佐守に叙任され直之系前田氏当主で2人目の土佐守となった。

## 人物
父に似て好学の人物、文人であり、生涯に書き著した随筆の数は百を超える。有沢流兵学の秘伝を伝承された兵学者でもあり、軍事にも通じていて藩校経武館の看板を揮毫している。このほか家臣とともに金沢城下の測量も行った。
政治手腕、思想は父に似ていたようであるが、2度にわたって挫折し、結局成果を残せず引退している。